# Callomyia speciosa
Callomyia speciosa är en tvåvingeart som beskrevs av Johann Wilhelm Meigen 1824. Callomyia speciosa ingår i släktet Callomyia och familjen svampflugor. Arten är reproducerande i Sverige. Inga underarter finns listade i Catalogue of Life.